# Krzysztof Babicki
Krzysztof Babicki (ur. 19 lipca 1956 w Gdańsku) – polski reżyser teatralny, dyrektor artystyczny teatrów.

## Życiorys
Syn Jerzego (1931–2013), lekarza pediatry, i Marii (1933–2009), brat Iwony (ur. 1958), lekarki dermatologa i wenerologa, żony Wojciecha Bonisławskiego. Ukończył gdańskie I Liceum Ogólnokształcącego im. Mikołaja Kopernika, gdzie rozpoczął przygodę z teatrem działając w Teatrze Jedynka (1972–1975), aktywnym do dzisiaj, potem Wydział Filologii Polskiej Uniwersytetu Gdańskiego (1979) i Wydział Reżyserii krakowskiej Państwowej Wyższej Szkoły Teatralnej (1982). Podczas studiów, w latach 1976–1981 przy UG prowadził Studencki Teatr Jedynka.
Debiutował jako reżyser w 1982 roku spektaklem Hiob w Teatrze im. Juliusza Słowackiego w Krakowie. W latach 1983–1991 współpracował ze Starym Teatrem im. Heleny Modrzejewskiej w Krakowie. Reżyserował także w teatrach Poznania, Wrocławia, Katowic, tworzył spektakle dla Teatru Telewizji. Odnosił sukcesy zagraniczne reżyserując w Finlandii, Niemczech, Rosji, Korei Południowej i Holandii. W latach 2000–2011 był dyrektorem artystycznym Teatru im. Juliusza Osterwy w Lublinie. Od 2011 roku pełni obowiązki dyrektora artystycznego Teatru Miejskiego im. Witolda Gombrowicza w Gdyni. 1 września 2016 zawarł kolejną umowę na pięć sezonów artystycznych, do 31 sierpnia 2021. Od tego czasu jest także dyrektorem naczelnym.
Żonaty z aktorką Moniką (ur. 1976), ojciec Julii, Zofii i Anny.

## Ordery i odznaczenia
- Złoty Krzyż Zasługi (11 października 1996)[1]
- Srebrny Krzyż Zasługi (1986)
- Srebrny Medal „Zasłużony Kulturze Gloria Artis” (9 marca 2006)[10]
- Medal Księcia Mściwoja II (2001)[11]
- Odznaka Honorowa „Zasłużony dla Województwa Lubelskiego” (2006)

Źródło:.

## Nagrody i wyróżnienia
- 1982: Nagroda im. Hugona Morycińskiego dla młodego twórcy na XXIV FTPP w Toruniu za reżyserię przedstawienia Sonata widm Augusta Strindberga w Teatrze Wybrzeże w Gdańsku
- 1984: nagroda na XXVI FTPP w Toruniu za adaptację i reżyserię przedstawienia Już prawie nic wg Jerzego Andrzejewskiego w Teatrze Wybrzeże w Gdańsku oraz nagroda za przedstawienie o wysokim poziomie artystycznym
- 1984: „Wawrzyn 84” - nagroda pisma „Radar” w dziedzinie reżyserii za premiery roku 1984
- 1984: nagroda na XXIV FPSW we Wrocławiu za reżyserię przedstawienia Pułapka Tadeusza Różewicza w Teatrze Wybrzeże w Gdańsku
- 1984: nagroda główna XXIV Kaliskich Spotkania Teatralnych za reżyserię przedstawienia Z życia glist Pera O. Enquista w Starym Teatrze im. Heleny Modrzejewskiej w Krakowie oraz za adaptację i reżyserię przedstawienia Już prawie nic wg Jerzego Andrzejewskiego i za twórcze dokonania inscenizacyjne reżysera najmłodszego pokolenia
- 1984: Nagroda im. Konrada Swinarskiego za przedstawienia: Z życia glist Pera Olofa Enquista w Starym Teatrze im. Modrzejewskiej w Krakowie, Już prawie nic wg Jerzego Andrzejewskiego, Pułapka Tadeusza Różewicza w Teatrze Wybrzeże w Gdańsku i Irydion Zygmunta Krasińskiego w Teatrze Współczesnym we Wrocławiu.
- 1985: Nagroda Wojewody Gdańskiego za oryginalne, artystycznie dojrzałe inscenizacje w Teatrze Wybrzeże w Gdańsku
- 1986: Nagroda im. Stanisława Wyspiańskiego I stopnia za wybitne osiągnięcia reżyserskie w Teatrze Wybrzeże w Gdańsku, szczególnie za reżyserię przedstawienia Wiśniowy sad Antoniego Czechowa
- 1986: Doroczna nagroda teatralna „Głosu Wybrzeża” za interesujące inscenizacje teatralne, szczególnie za przedstawienie Wiśniowego sadu Antoniego Czechowa w Teatrze Wybrzeże w Gdańsku
- 1987: Nagroda Gdańskiego Towarzystwa Przyjaciół Sztuki za osiągnięcia reżyserskie na scenie Teatru Wybrzeże w Gdańsku
- 1987: Nagroda im. Wandy Siemaszkowej na XXVI RST w Rzeszowie za reżyserię przedstawienia Wiśniowy sad Antoniego Czechowa w Teatrze Wybrzeże w Gdańsku
- 1988: Nagroda Miasta Gdańska w Dziedzinie Kultury „Splendor Gedanensis”[13]
- 1990: Nagroda Prezydenta Miasta Gdańska
- 1991: Nagroda Wojewody Gdańskiego za reżyserię przedstawień: Troilus i Kressyda Williama Shakespeare’a i Panna Julia Augusta Strindberga w Teatrze Wybrzeże w Gdańsku oraz tytuł przedstawienie roku dla Troilusa i Kressydy
- 1993: Nagroda Wojewody Gdańskiego za reżyserię przedstawienia Biesy wg Fiodora Dostojewskiego w Teatrze Wybrzeże w Gdańsku
- 1994: Gdańska Statuetka Pegaza za reżyserię przedstawienia Godzina kota Pera O.Enquista w Teatrze Wybrzeże w Gdańsku
- 1994: Nagroda Ministra Kultury i Sztuki na XXIX OPTMF w Szczecinie dla Teatru Wybrzeże w Gdańsku za przedstawienie Godzina kota Pera Olofa Enguista
- 1995: Nagroda Wojewody Gdańskiego z okazji Międzynarodowego Dnia Teatru za osiągnięcia minionego roku, szczególnie za reżyserię przedstawienia Arkadia Toma Stopparda w Teatrze Wybrzeże w Gdańsku
- 1999: wyróżnienie w V OKNWPSW w Warszawie - w postaci zwrotu części kosztów wystawienia dla przedstawienia Pułapka Tadeusza Różewicza w Teatrze Nowym w Poznaniu
- 2000: „Złota Maska” (Katowice) - nagroda za reżyserię przedstawienia Intryga i miłość Fryderyka Schillera w Teatrze Śląskim im. Stanisława Wyspiańskiego w Katowicach, także Maska dla przedstawienia
- 2001: wyróżnienie na XXVI OKT w Opolu za reżyserię Wyzwolenia Stanisława Wyspiańskiego w Teatrze Śląskim im. Wyspiańskiego w Katowicach
- 2002: Nagroda Tomka Kawiaka (Lublin) - laur za wydarzenie kulturalne sezonu - wydarzeniem sezonu 2001/02 uznano przedstawienie Dziadów Adama Mickiewicza w reż. Krzysztofa Babickiego
- 2002: Nagroda Kulturalna Zarządu Województwa Lubelskiego z okazji Międzynarodowego Dnia Teatru
- 2005: II nagroda na Festiwalu Dramat Narodów-Polski Dramat Romantyczny w Krakowie dla przedstawienia Dziady Adama Mickiewicza w Teatrze im. Juliusza Osterwy w Lublinie
- 2005: wyróżnienie na V Festiwalu Dramaturgii Współczesnej „Rzeczywistość przedstawiona” w Zabrzu za reżyserię przedstawienia Demokracja Michaela Frayna w Teatrze Wybrzeże w Gdańsku
- 2006: Nagroda Marszałka Województwa Lubelskiego z okazji Międzynarodowego Dnia Teatru
- 2007: Nagroda Prezydenta Miasta Gdańska w Dziedzinie Kultury z okazji jubileuszu 25-lecia pracy twórczej oraz Międzynarodowego Dnia Teatru[14]
- 2013: Nagroda Teatralna Marszałka Województwa Pomorskiego dla najlepszego przedstawienia roku - dla spektaklu Idąc rakiem w Teatrze Miejskim w Gdyni
- 2016: Nagroda Teatralna Marszałka Województwa Pomorskiego za reżyserię spektaklu Lot nad kukułczym gniazdem
- 2023: Nagroda Teatralna Marszałka Województwa Pomorskiego za spektakl Pułapka[12]
- 2024: Nagroda Artystyczna Prezydenta Gdyni „Galion Gdyński” za całokształt twórczości[15]

Źródło:.